# Epidesmia reservata
Epidesmia reservata är en fjärilsart som beskrevs av Walker 1861. Epidesmia reservata ingår i släktet Epidesmia och familjen mätare. Inga underarter finns listade i Catalogue of Life.